# زاوودیانکا
زاوودیانکا (انگلیسی: Zavodyanka) یک شهرک در شهرستان چیشمینسکی در استان باشقیرستان کشور روسیه است.